# 中国人民解放军陆军合成第四十旅
合成第四十旅（英語：40th Combined Arms Brigade），又称“决死劲旅”，是中国人民解放军陆军第七十七集团军下辖的一个山地合成旅，驻地西藏自治区林芝市。

## 历史概述

### 抗日战争
1937年抗战爆发后，中共山西省公开工委根据当时的形势，由薄一波出面提出了以各训练班、教导团为基础建立山西新军的方案。阎锡山同意先组建1个团。1937年7月29日，薄一波等召开军政训练班及民训团全体学员大会，提出要组织抗日武装，号召学员报名参加。当即有300多名共产党员和民先队员带头报名，紧接着1000余名学员热烈响应，同时在各个教导团内也掀起了参加决死队的热潮。后经研究决定，以军政训练班、民训干部教练团和国民兵军官教导团第八团、第九团各300名学员，正式组建成山西青年抗敌决死队(后改称决死第1总队)。1937年8月1日，在军政训练班驻地山西太原国民师范学校大礼堂举行成立大会，薄一波主持大会并讲了话，阐述了决死队是一支坚决抗战的革命军队。阎锡山也到会祝贺并讲话。决死队初建时，兵力约1500人，队员中大学生、高中生、初中生约各占三分之一。总队下属3个大队(营)，每个大队编4个中队(连)，这是一支按照正规部队编组，但实际上是一个干部教导团。实行具有特殊权力的政治委员制度，系统地建立了自上面下的政治工作机构，并配备了政治工作干部，总队设政委、政治部：大队设政治指导员(相当于教导员)和政治干事：各中队设政治指导员、政治工作员，每中队还成立了俱乐都和生活委员会，一度成立了士兵委员会。各级军事干部由原在训练团工作的旧军官担任，各级政治干部由牺盟会调配。
該旅最早編制可追溯至1937年11月中共黨員薄一波与时任山西省主席阎锡山联合创立的山西青年抗敵決死隊第一总队（又名“决一总”，國民政府稱決死隊為“山西新軍”），后改为第一纵队，其中的主要干部均为中共党员。1937年11月成立纵队部，辖决死第一、第四总队（改名为第二总队）。在1938年、1939年大发展时期，又陆续编入了游击第一团、游击第二团、游击第三团、保安第五团、保安第六团、第二十四团：
- 第一总队：军政训练班、民训团的全部，国民兵军官教导第八团、第九团各300余名学员；军事干部来自阎锡山的旧晋军，政工干部来自八路军[3]
- 第二总队：原第四总队，由国民兵军官教导第五团改编而成；军事干部来自老西的旧晋军，政工干部来自八路军[3]
- 第三总队：由沁县、沁源、武乡、襄垣等县人民自卫武装升级改编[3]；
- 游击第一团：沁县游击武装；
- 游击第二团：长子游击武装；
- 游击第三团：以“上党牺盟游击队”为基础组建；
- 保安第五团：以介休游击第五支队，榆武游击第七支队，第十五支队等武装力量与行署政卫营为基础组建；
- 保安第六团：以晋东游击队为基础组建；
- 第二十四团：以介休游击第五支队为基础编成；

游击第三团因为团长叛变，被整编为一个营并入游击第二团，团部和编余部队后又扩充成一个新的支队后编入决死第三纵队；保安第六团直接改编成了八路军太行军区十旅二十八团；二十四团改为决一纵独立团，后编入三十八团。
此时决一纵拥有9个团，11000多人。1939年12月，阎锡山发动十二月事变（又称“晉西事變”），进攻决死队，意图清洗掉其中的中共党员。但纵队长薄一波早已做好防范，所以阎锡山的讨伐并没有获得多大成效。最终在八路军的声援下，决一纵全体编入八路军第129师，后编入太岳军区。
“十二月事变” 后，辖5个大团：
- 二十五团：由第三总队和游击第一团合编；
- 三十八团：由第一总队和游击第二团合编；
- 四十二团：由决死第二纵队游击第十二团的一个营和六专署汾东办事处政卫营，二〇九旅一个连，第三专署政卫营合编；
- 五十七团：由二一三旅五十七团、五十八团和保安第五团合编；
- 五十九团：由第二总队和二一三旅五十九团合编；
- 政卫二一二旅归决死第一纵队建制，辖五十四、五十五、五十六三个小团。
- “洪赵支队”(团级)归决一纵指挥。

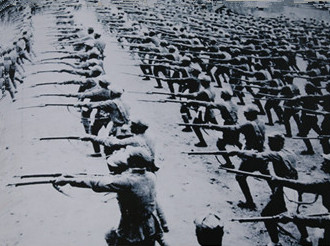
山西新军士兵在练习刺杀

1940年6月，北方局决定成立太岳军区，辖三个军分区，第一军分区由三八六旅兼，第二、三军分区由决一旅兼。1941年1月，第一二九师为使第三八六旅能执行机动作战任务，决定解除其所兼的太岳军区任务，改由决死第一纵队兼太岳军区任务。纵队机关兼太岳军区机关仍设在沁源县阎寨村。司令员兼政委薄一波、副司令员李聚奎、参谋长李成芳、政治部主任周仲英、政治部副主任刘有光。辖决死第一纵队共有4个团，即第二十五、第三十八、第五十七、第五十九团。4个团分别驻在屯留、沁州、唐城和沁源等地。1941年4月打退了国军进攻。1941年8月八路军总部决定成立太岳纵队兼太岳军区的命令，决死第一纵队与第二一二旅、第三八六旅一同编入太岳纵队，同时决死第一纵队改称决死第一旅。陈赓任太岳纵队兼太岳军区司令员，薄一波任政治委员，李聚奎任副司令员，王新亭任副政治委员兼政治部主任，毕占云任参谋长。决死第一旅的领导人：李聚奎兼任旅长，周仲英任政治委员，李成芳任参谋长，刘有光任政治部主任。1941年9月至10月日伪军3万人对太岳区大扫荡。
1942年1月，决死第一旅在沁源县南石村召开了第一次党代表大会。全旅党代表近100人与会，薄一波作了《决死队的过去和现在》的报告，系统全面总结了1936年以来的牺盟会与新军历史。1942年，太岳军区的军分区重新划分，决一旅兼第一军分区。1943年五十七团调到太岳三分区。1943年11月，李聚奎赴延安学习。1944年五十九团南下开辟豫西为河南军区第二支队五十九团，后与河南军区第一支队合编为中原军区第一纵队第一旅。抗战期间，参与了1940年冀中反扫荡、百團大戰、關家垴戰鬥、沁源围困战和豫北反攻等重要战役战斗。
解放战争初期，决一旅编为第四纵队第十一旅，二十五团编成十一旅三十一团，三十八团编成十一旅三十二团外，一分区屯襄团编为十一旅三十三团，安泽团编为十三旅三十七团。1943年调出的五十七团后编入了第四纵队第十三旅为第三十八团，即后来的第13军第38师第113团。

### 第二次国共内战
抗战胜利后，决死第一旅编入晋冀鲁豫野战军第四纵队为第十一旅，第二十五团、第三十八团分别改编为第三十一团与第三十二团，此两个团为陈赓麾下“四大主力团”之二。由陈赓率领挺进豫西，参与了先後參加隴海路戰役、破襲平漢路、洛陽戰役、宛東戰役、淮海戰役等戰役，在淮海戰役中阻擊並参与圍殲了黃維兵團。
1949年2月改编为中国人民解放军第十四军四十师，属中国人民解放军第十四军编制。其下属第三十一、三十二团更改番号为第一一八、一一九团。四十师一路从中原打到云南，歼灭国军和土匪100832名，并驻扎至2017年，建国后曾参与西南边境的几乎所有大小战役。四十师还参与了对越盟抗法战争的后勤运输保卫工作直至1954年。

### 勘界警卫作战
解放軍應缅甸联邦军队之請，于1960年1月24日派遣进入缅甸境内围剿云南人民反共志愿军的据点，第四十师第一一八团奉命主攻孟瓦，歼敌100余人并俘虏反共志愿军第三师副师长叶文强上校。第二波攻势中，一一八团连同边防民兵部队进攻反共救国军南部前线指挥部、守备团、训练纵队，反共志愿军第二军的部队第三军第三十五团训练纵队、军官训练团，再次取胜。一一八团于2月9日回国。

### 对越作战
1979年，参与对越自卫反击战。1984年发起老山战役，打响两山轮战的第一轮战斗，产生了一大批荣誉单位与个人。
1984年4月28日，步兵第一一八团在炮火的掩护下，打响了拔点作战第一枪，经过三次冲锋，主峰胜利拿下。与此同时28日至30日，步兵第一一九团在团长张又侠的指挥下冲锋松毛岭，以较小的代价最终夺下主峰。仅用几日，解放军就完成了拔点作战，成功收回老山、者阴山、松毛岭等重要阵地。一一九团攻下松毛岭后，在四十师炮团不惜代价的火力支援下，在此后的数月中经历了越军60多次反扑，均被击退，其中，5月9日击退越军一个加强营，击毙80多人，6月11日击退越军一个加强团，击毙200多人。
越军多次反扑失效后，苏联派出顾问指导越军，顾问意见让越军用一个师兵力继续在老山、松毛岭、八里河东山方向发动进攻。越军一个多月的充足准备，越军的准备规模已经超过一个军的准备级别，但是尽管如此他们仍然没有获胜，在一一九团和绝对优势火力的坚决反击下，越军还没冲锋就已经被大炮炸死炸伤一多半。中方火炮仅在7月12日当天就打出了近3万发炮弹。著名的老山十五勇士的故事与李海欣高地防御战就是发生在此。119团8连事后被授予“老山十五勇士连”的荣誉称号。
1989年至1990年，成都军区第二次承担老山地区防御任务，四十师第一一九团配属至第十三集团军参战。

### 师拆旅
2013年11月，摩步第四十师分出第一一八团、装甲团等部成立机步第四十二旅，师直属队与步兵第一一九团、炮兵团等一同改编为摩托化步兵第四十旅。2017年改为山地合成旅。

## 知名成员

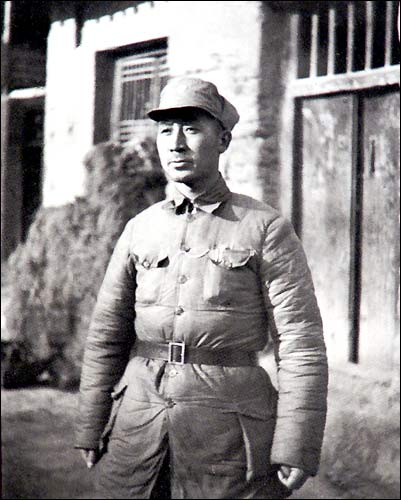
薄一波 (1908 - 2007)，决死一纵队的首任队长兼政治委员，山西新军早期领导者
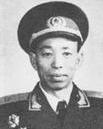
刘丰 (1915 - 1993)，第40师改编后首任师长，1955年授少将军衔
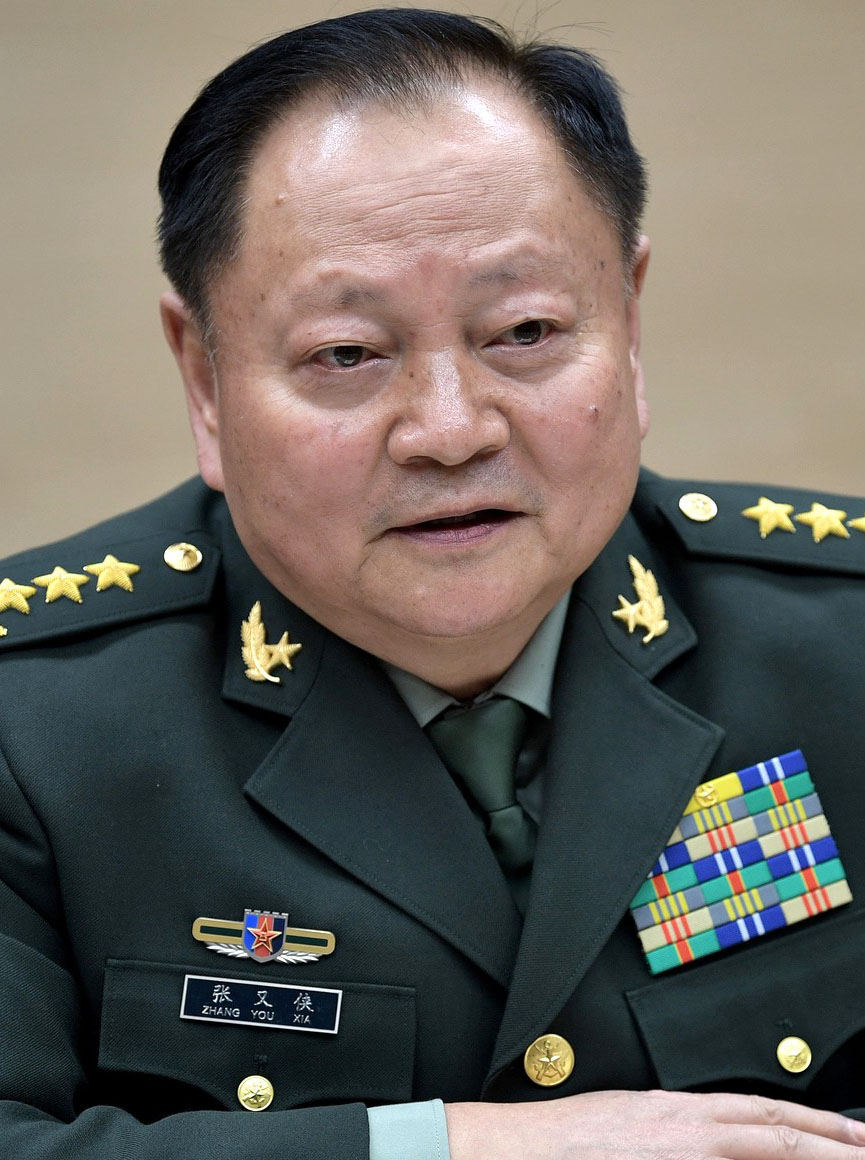
张又侠 (1950 -)，自入伍后在40师服役26年，后任师长，现中央军委副主席，陆军上将军衔

## 沿革
参考资料：
| 部隊番號                   | 使用時期              |
| -------------------------- | --------------------- |
| 山西青年抗敵決死队第一总队 | 1937年12月-1939年11月 |
| 八路军決死第一縱隊         | 1939年11月-1942年1月  |
| 八路军决死第一旅           | 1942年1月-1945年10月  |
| 晋冀鲁豫野战军第十旅       | 1945年10月-1946年1月  |
| 晋冀鲁豫野战军第十一旅     | 1946年1月-1948年5月   |
| 中原野战军第十一旅         | 1948年5月-1949年2月   |
| 中国人民解放军第四十师     | 1949年2月-1960年1月   |
| 陆军第四十师               | 1960年1月-1985年9月   |
| 摩托化步兵第四十师         | 1985年9月-2013年11月  |
| 摩托化步兵第四十旅         | 2013年11月-2017年2月  |
| 合成第四十旅               | 2017年2月至今         |

## 荣誉
- 英雄营：原陆军第十四集团军步兵第四十师第一一八团第一营，现为特战第七十五旅某部[17]
- 白刃格斗英雄连、老山英雄连、抗震救灾英雄连：原山西青年抗敌决死队第1纵队25团8连，陆军第十四集团军步兵第四十师第一一八团八连，现为特战第七十五旅某部[17]
- 钢铁六连：原陆军第十四集团军步兵第四十师第一二〇团第六连，现为特战第七十五旅某部[17]
- 老山穿插英雄连：原陆军第十四集团军步兵第四十师第一一九团第四连，现为本旅步兵四连[17]
- 老山防御英雄连：原陆军第十四集团军步兵第四十师第一一九团第七连，现为本旅步兵七连[17]
- 老山十五勇士连：原陆军第十四集团军步兵第四十师第一一九团第八连，现为本旅步兵八连[17]

## 步兵第一一九团团歌[註 2]
《步兵第一一九团团歌》

作词：王正鉴、余喜松

作曲：向美庆

是好汉 嘿 咱们向前闯

一一九团斗志昂

决死抗日紧跟党啊

满腔热血洒太行

百团大战显神威呀

淮海千里摆战场

英雄的部队 英雄的兵

一一九团打胜仗

### 相关阅读
- 黄友岚,   第一版, 北京市: 档案出版社, 1992, ISBN 7-80019-338-1
- 山西省政协文史资料研究委员会, , 太原市: 山西人民出版社, 1984
- Gibson, Richard Michael,  [中文：《秘密军队：蒋介石与金三角的毒枭》], John Wiley & Sons, 2011  [2022-07-24], ISBN 978-0-470-83021-5, （原始内容存档于2022-07-24） （英语）
- 马合坤, , 北京市: 中共中央党校出版社, 1986
- 山西新军历史资料丛书编审委员会,  第一卷, 北京市: 中共党史出版社, 1993, ISBN 9787800236310
- 解放军第二野战军战史编辑委员会,  第一卷, 北京市: 解放军出版社, 1990, ISBN 9787506512978
- 国防大学《战史简编》编写组, , 北京市: 解放军出版社, 2002, ISBN 7-5065-0029-9